# Јакобина Камила Колет
Јакобина Камила Колет( 23. јануар 1813. Кристијансанд - 6. март 1895. Осло) рођена као Јакобина Камила Вергеланд, била је норвешка списатељица, есејисткиња и боркиња за женска права, и сматра се првом норвешком феминисткињом, као и једном од првих писаца норвешког књижевног реализма.
Најпознатије дело је њен једини роман „Кћерке обласног начелника”(норв. Amtmandens Døtre) у ком је писала о браку склопљеном из љубави насупрот уговореном браку, и указала колико је тешко да жену брак усрећи.
Колет је издавала чланке, путописе, и есеје од 1868 до 1885. године и управо ова дела чине већину њеног стваралаштва. Једна од главних тема у њеном стваралаштву јесте ограничени положај жена у историји, књижевности и друштву. 
Камила Колет није једини значајни члан своје породице. Песник Хенрик Вергеланд, је њен старији брат, а отац Николај Вергеланд је био свештеник и један од чиновника који су написали Норвешки устав у Ејдсволу. 

## Биографија
Колет је била четврто од петоро деце свештеника Николаја Вергеланда и Алете Доротеје Вергеланд(девојачко презиме Таулоу). Песник Хенрик Вергеланд је био њен пет година старији брат. Аугуста Вергеланд Веде је била две године старија сестра, а Харалд Вергеланд је био годину дана старији. Оскар Вергеланд је био њен две године млађи брат.
Она је одрасла у Ејдсволу, где је њен отац започео каријеру као парохијски свештеник 1817. године. Образовање је започела слушањем кућне наставе своје браће. Годину дана је ишла у Интернат за девојке у Кристијанији, (данашњи Осло) (1826-1827) и затим је провела две године у Моравској школи у Кристијанфелду, у јужном делу Јиландског полуострва. Део њеног образовања су такође била путовања у иностранство; отац Николај Вергеланд ју је водио у Француску, Немачку, Низоземску током лета и јесени 1834. године. Провела је неко време у Хамбургу, тачније од 1836 до 1837.

### Однос са Велхавеном
Јохана Себастијана Велхавена упознала је док је била у посети пријатељима у Ослу, 24. јануара 1830. код трговца Хереа, где је Велхавен био учитељ Бернхарду Хереу. Конфликт између Вергеланда и Велхавена је отежавао њихову везу. Камила је била веома блиска оцу и брату, и истовремено заљубљена у Велхавена. Коначно, 1837. одлучила је да раскине везу са Велхавеном, који је тада већ био верен са Идом Ћерулф, једном од Колетиних пријатељица. Едвард Бејер је дао опис њиховог односа који гласи:„ За Велхавена је веза за Камилом била „епизода”. За њу је то била судбина.”. Колет је сама, у једном писму намењеном Велхавену написала следеће „Имам осећај да, да сам се удала за Вас, никад не бих ни реч написала, све би отишло у Вас.”

### Брак
У марту 1839. верила се са вршњаком Петером Јунасом Колетом, који је био припадник Велхавеновог књижевног круга. Дуго су се познавали кроз друштвени живот у Кристијанији, и он је дуго био заљубљен у њу. Венчали су се 1841. Петер Јунас Колет је био судија, писац и књижевни критичар. Током седам година брака, добили су четири сина; Роберта, Алфа, Оскара и Емила. Алф Колет је касније постао историчар, а Роберт Колет зоолог. 

### Живот након мужеве смрти
Петер Колет је преминуо 1851, што је био почетак невоља за Колет. Као удовица, добијала је новчану помоћ од државе, која је међутим, била премала, тако да је била приморана да прода породичну кућу у Ослу. До краја живота није скупила довољно новца да купи кућу. Породица Колет је морала да се раздвоји, усред мањка средстава. Роберт се преселио код свог ујака Јохана Кристијана Колета, код кога је и одрастао, док је Оскар одрастао код свог ујака Карла Колета. Алф и Емил су остали са мајком. Колет је живела у Копенхагену у периоду од 1852-1853, када је и написала своје најпознатије дело Кћерке обласног начелника. Преселила се у Стокхолм и тамо живела у периоду од 1865-1866. док се син Емил тамо образовао. Касније у животу је много путовала, и син Алф је имао следеће да каже о њеним путовањима „Док је још имала синове које је издржавала, била је више везана за кућу. Међутим од године 1862. је често путовала у иностранство, са дужим боравком у Копенхагену, Берлину, Паризу, Стокхолму, Минхену и Риму. ”.
Наком дуге дискусије у Стуртингеу(норв.stortinget) норвешком парламенту, 1876. је одлучено да ће добити одређену суму новца на годишњем нивоу, такозвану уметничку помоћ, али да ће та сума бити половина од суме која се давала мушкарцима. Сама Камила Колет није била задовољна чињеницом да уместо суме од 1600 норвешких груна, колико су добијали мушки уметници, она добија 800 круна.

## Књижевна делатност
У младости је писала дневнике, писма и мемоаре. Ова дела су сачувана и издата у пет томова у периоду од 1926-1934. и садрже висок степен интроспекције и размишљања о животу и друштвеним улогама које људи играју током истог. Дневник из времена кад је била заљубљена у Велхавена чини велики део материјала из тог периода, и касније у свом животу, Колет је те текстове спремила за штампу након своје смрти. 
Заједно са мужем је написала и издала неколико текстова током четрдесетих година 19. века. Најпознатији је чланак „Нека плетачка размишљања”(норв. Nogle Strikketøisbetragtninger), који је био објављен у новинама Ден Конститушонеле (норв. Den Constitutionelle). 
Скоро све што је она написала и објавила, било је анонимно, без њеног имена у књигама или чланцима. Тако је било све до трећег тома„ Последњег листа” (норв. Sidste Blade), издатог 1873. У њено време је било очекивано од жена да ће своја дела издавати анонимно или уз помоћ мушкарца
У мемоарима „Током дугих ноћи”(норв. I de lange Nætter) описала је живот у парохији у Ејдсволу; у књизи се такође налазе породични портрети. Ови мемоари су описани као јако поетично представљање пар епизода из живота Камиле Колет.
У неким текстовима је писала о брату Хенрику Вергеланду.

### Кћерке обласног начелника
Главна тема овог романа који је издат у два дела, 1854. и 1855. године, јесте судбина главног лика Софије. У роману Колет обрађује разлике између мушкараца и жена„, Жене нису имале утицаја на сопствени живот. Иако су жене дефинисане као носиоци осећања, друштво би требало да озбиљно схвати то женску способност за љубав, али то није случај. Оно најбоље у женама пропада зато што друштво не поштује ту способност”
Роман описује породицу Рам која припада грађанској класи. Састоји се од родитеља, једног сина и четири кћерке. Две старије кћерке се удају из обавезе и материјалне добити, и не осећају љубав или поштовање за своје партнере. Највећи део радње прати две млађе кћерке, Амалију и Софију. Амалија је заљубљена у сиромашног свештеника Бранта. Један старији, богати свештеник јој нуди брак, али она одбија и бира љубав - међутим, то је не чини срећнијом када се сусретне са свакодневним стресовима. Амалија је једина кћерка обласног начелника које се венчава из љубави. Софија, из страха да не доживи судбину својих сестара, се плаши љубави. Иако је заљубљена у учитеља Георга Колда, она се не усуђује да га изабере. На крају се венчава са Рејном, старим свештеником који је претходно запросио Амалију. 
Као одговор читаоцима који су желели срећан крај романа, Колет је додала увод у трећем издању из 1879. године: „Роман је морао тако да се заврши, зато што је реалност таква. Животом једне жене управљају случајности. Женама није дозвољено да активно учествују у сопственим животима.”
У роману се јасно види критика брака из користи, и поглед на савршеног мужа је комплексан. Свештеник Брант је превише страствен, а учитељ Колд је превише хладан и повучен. 
Један од елемената у роману јесте поређење смрти и брака. Чувена реченица из романа је „Венчање је сахрана”